# Campeonato Uruguayo de Primera División 1916
El Campeonato Uruguayo 1916 constituyó el 16.º torneo de primera división del fútbol uruguayo organizado por la AUF.
El torneo consistió en un campeonato a dos ruedas de todos contra todos. En él participaron nueve equipos, entre los cuales salió victorioso el Club Nacional de Football, quien se hizo con su 5.to trofeo del Campeonato Uruguayo de manera invicta (con catorce victorias y dos empates) y logró su 2.do bicampeonato liguero, considerando que habían logrado ya el título en 1915. 
De esta temporada destaca el debut oficial de Héctor Scarone por Nacional, histórico delantero de ese club y de la selección uruguaya de fútbol. Debutó con tan solo 17 años el 23 de abril, en un partido ante Universal, válido por la segunda fecha del Campeonato. En este partido, el cual terminó en empate 1 a 1, Scarone hizo su primer gol oficial.
El campeonato no tuvo descensos.

## Equipos participantes

### Relevos temporada anterior
| Club   | Ascendido como   |
| ------ | ---------------- |
| Dublin | Segunda División |

| Club          | Descendido como              |
| ------------- | ---------------------------- |
| Bristol       | 9° Campeonato Uruguayo 1915  |
| Independencia | 10° Campeonato Uruguayo 1915 |

### Datos de los equipos
| Club                 | Ciudad     | Estadio             | Capacidad | Fundación                | Temporadas | Temporadas Consecutivas | Títulos | 1915 |
| -------------------- | ---------- | ------------------- | --------- | ------------------------ | ---------- | ----------------------- | ------- | ---- |
| Central              | Montevideo |                     |           | 5 de enero de 1905       | 7          | 7                       | -       | 7°   |
| Defensor             | Montevideo |                     |           | 15 de marzo de 1913      | 1          | 1                       | -       | 4°   |
| Dublin               | Montevideo |                     |           |                          | 5          | -                       | -       | -    |
| Nacional             | Montevideo | Gran Parque Central | 15.000    | 14 de mayo de 1899       | 14         | 14                      | 4       | 1°   |
| Peñarol / CURCC      | Montevideo | Las Acacias         |           | 28 de septiembre de 1891 | 15         | 15                      | 5       | 2°   |
| Reformers            | Montevideo |                     |           |                          | 3          | 3                       | -       | 8°   |
| River Plate          | Montevideo |                     |           | 1897                     | 9          | 9                       | 4       | 6°   |
| Universal            | Montevideo |                     |           |                          | 4          | 4                       | -       | 3°   |
| Montevideo Wanderers | Montevideo |                     |           | 15 de agosto de 1902     | 12         | 12                      | 2       | 5°   |

Notas: Los datos estadísticos corresponden a los campeonatos uruguayos oficiales. Las fechas de fundación son las declaradas por cada club. La columna «Estadio» refleja el estadio donde el equipo más veces juega de local, pero no indica que sea su propietario. Véase también: Estadios de fútbol de Uruguay.

## Tabla de posiciones
|  | Pos. | Equipos              | PJ | PG | PE | PP | GF | GC | Dif. | Pts. |
|  | ---- | -------------------- | -- | -- | -- | -- | -- | -- | ---- | ---- |
|  | 1    | Nacional             | 16 | 14 | 2  | 0  | 28 | 5  | +23  | 30   |
|  | 2    | Peñarol              | 16 | 7  | 4  | 5  | 29 | 19 | +10  | 18   |
|  | 3    | Montevideo Wanderers | 16 | 7  | 3  | 6  | 14 | 20 | -6   | 17   |
|  | 4    | Central              | 16 | 6  | 3  | 7  | 16 | 17 | -1   | 15   |
|  | 5    | River Plate          | 16 | 4  | 5  | 7  | 18 | 18 | 0    | 13   |
|  | 6    | Universal            | 16 | 4  | 5  | 7  | 16 | 19 | -3   | 13   |
|  | 7    | Dublin               | 16 | 4  | 5  | 7  | 13 | 17 | -4   | 13   |
|  | 8    | Defensor             | 16 | 4  | 5  | 7  | 10 | 17 | -7   | 13   |
|  | 9    | Reformers            | 16 | 4  | 4  | 8  | 10 | 22 | -12  | 12   |

|                                            |
| Uruguay                                    |
| Campeón Uruguayo 1916 Nacional 5.to título |

## Resultados
| Equipo            | NAC | PEÑ | WAN | CEN | RIV | UNI | DUB | DEF | REF |
| ----------------- | --- | --- | --- | --- | --- | --- | --- | --- | --- |
| Nacional          |     | 1-0 | 2-0 | 1-0 | 1-0 | 1-0 | 1-0 | 0-0 | 1-0 |
| Peñarol           | 1-3 |     | 1-2 | 4-0 | 1-1 | 2-0 | 2-1 | 1-0 | 1-2 |
| M. Wanderers      | 0-3 | 1-6 |     | 0-2 | 1-3 | 1-0 | 1-0 | 0-0 | 1-0 |
| Central           | 1-2 | 1-1 | 0-2 |     | 2-0 | 2-1 | 1-0 | 1-2 | 3-0 |
| River Plate F. C. | 1-2 | 0-1 | 0-1 | 0-1 |     | 1-1 | 2-0 | 3-1 | 0-0 |
| Universal         | 1-1 | 0-3 | 0-2 | 2-1 | 2-2 |     | 1-2 | 0-0 | 2-0 |
| Dublin            | 1-2 | 2-2 | 1-1 | 1-0 | 1-1 | 1-1 |     | 1-0 | 1-1 |
| Defensor          | 0-3 | 1-1 | 1-0 | 1-1 | 2-4 | 0-1 | 1-0 |     | 1-0 |
| Reformers         | 0-4 | 4-2 | 1-1 | 0-0 | 1-0 | 0-4 | 0-1 | 1-0 |     |